# Função desprezível
Em matemática, uma função desprezível é uma função {\displaystyle \mu :\mathbb {N} \to \mathbb {R} } de modo que para cada inteiro positivo c existe um inteiro Nc tal que para todo x > Nc,
{\displaystyle |\mu (x)|<{\frac {1}{x^{c}}}.}
Da mesma forma, também podemos usar a seguinte definição: uma função {\displaystyle \mu :\mathbb {N} \to \mathbb {R} } é desprezível , se para cada polinômio positivo poly(·) existe um número inteiro Npoly > 0 tal que para todo x > Npoly
{\displaystyle |\mu (x)|<{\frac {1}{\operatorname {poly} (x)}}.}

## História
O conceito de desprezibilidade pode encontrar sua origem em modelos sólidos de análise. Embora os conceitos de "continuidade" e " infinitesimal" tenham se tornado importantes na matemática durante a época de Newton e Leibniz (1680), eles não estavam bem definidos até o final da década de 1810. A primeira definição razoavelmente rigorosa de continuidade na análise matemática deveu-se a Bernard Bolzano, que escreveu em 1817 a definição moderna de continuidade. Posteriormente, Cauchy, Weierstrass e Heine também definiram da seguinte forma (com todos os números no domínio dos números reais {\displaystyle \mathbb {R} }):
( Função contínua ) Uma função {\displaystyle f:\mathbb {R} {\rightarrow }\mathbb {R} } é contínua em {\displaystyle x=x_{0}} se para cada {\displaystyle \varepsilon >0}, existe um número positivo {\displaystyle \delta >0} de tal modo que {\displaystyle |x-x_{0}|<\delta } implica {\displaystyle |f(x)-f(x_{0})|<\varepsilon .}
Esta definição clássica de continuidade pode ser transformada na definição de desprezibilidade em algumas etapas, alterando os parâmetros usados na definição. Primeiro, no caso {\displaystyle x_{0}=\infty } com {\displaystyle f(x_{0})=0}, devemos definir o conceito de "função infinitesimal":
( Infinitesimal ) Uma função contínua {\displaystyle \mu :\mathbb {R} \to \mathbb {R} } é infinitesimal (como {\displaystyle x} vai para o infinito) se para cada {\displaystyle \varepsilon >0} existe {\displaystyle N_{\varepsilon }} tal que para todos {\displaystyle x>N_{\varepsilon }}
{\displaystyle |\mu (x)|<\varepsilon \,.}
Em seguida, substituímos {\displaystyle \varepsilon >0} pelas funções {\displaystyle 1/x^{c}} onde {\displaystyle c>0} ou pela {\displaystyle 1/\operatorname {poly} (x)} onde {\displaystyle \operatorname {poly} (x)} é um polinômio positivo. Isso leva às definições de funções desprezíveis fornecidas no início deste artigo. Desde que as constantes {\displaystyle \varepsilon >0} possam ser expressas como {\displaystyle 1/\operatorname {poly} (x)} com um polinômio constante, isso mostra que as funções desprezíveis são um subconjunto das funções infinitesimais.

## Uso em criptografia
Na criptografia moderna baseada em complexidade , um esquema de segurança é comprovadamente seguro se a probabilidade de falha de segurança (por exemplo, inverter uma função unilateral, distinguir bits pseudoaleatórios criptograficamente fortes de bits verdadeiramente aleatórios) é desprezível em termos da entrada {\displaystyle x} = comprimento da chave criptográfica {\displaystyle n}. Daí vem a definição no topo da página porque o comprimento da chave {\displaystyle n} deve ser um número natural.
No entanto, a noção geral de desprezibilidade não exige que o parâmetro de entrada {\displaystyle x} seja o comprimento da chave {\displaystyle n}. De fato, {\displaystyle x} pode ser qualquer sistema métrico predeterminado e a análise matemática correspondente ilustraria alguns comportamentos analíticos ocultos do sistema.
A formulação recíproca de polinomial é usada pela mesma razão que a delimitação computacional é definida como tempo de execução polinomial: ela tem propriedades de fechamento matemáticas que a tornam tratável no ambiente assintótico (consulte propriedades de fechamento). Por exemplo, se um ataque conseguir violar uma condição de segurança apenas com probabilidade desprezível e o ataque for repetido um número polinomial de vezes, a probabilidade de sucesso do ataque geral ainda permanece insignificante.
Na prática, pode se querer ter funções mais concretas limitando a probabilidade de sucesso do adversário e escolher o parâmetro de segurança grande o suficiente para que essa probabilidade seja menor do que algum limite, digamos 2−128.

## Propriedades de fechamento
Uma das razões pelas quais funções desprezíveis são usadas nos fundamentos da criptografia de complexidade teórica é que elas obedecem propriedades de fechamento. Especificamente,
1. Se {\displaystyle f,g:\mathbb {N} \to \mathbb {R} } são desprezíveis, então a função {\displaystyle x\mapsto f(x)+g(x)} é desprezível.
2. Se {\displaystyle f:\mathbb {N} \to \mathbb {R} } é desprezível e {\displaystyle p} é qualquer polinômio real, então a função {\displaystyle x\mapsto p(x)\cdot f(x)} é desprezível.

Por outro lado, se {\displaystyle f:\mathbb {N} \to \mathbb {R} } não é desprezível, então também não o é {\displaystyle x\mapsto f(x)/p(x)} para qualquer polinômio real {\displaystyle p}.

## Exemplos
- {\displaystyle n\mapsto x^{-n}} é desprezível para qualquer {\displaystyle x\geq 2}.
- {\displaystyle f(n)=3^{-{\sqrt {n}}}} é desprezível.
- {\displaystyle f(n)=n^{-\log n}} é desprezível.
- {\displaystyle f(n)=(\log n)^{-\log n}} é desprezível.
- {\displaystyle f(n)=2^{-c\log n}} não é desprezível, para {\displaystyle c} positivo.